# Scottish Football League 1892-93
Scottish Football League 1892–93 var den tredje sæson af Scottish Football League og dermed også det tredje skotske mesterskab i fodbold. Ligaen havde deltagelse af ti hold, der spillede en dobbeltturnering alle-mod-alle. Ligaen blev vundet af Celtic FC, som dermed vandt Scottish Football League for første gang.

## Resultater
Siden sidste sæson havde to hold, Cambuslang og Vale of Leven, forladt ligaen, som dermed blev reduceret fra 12 til 10 hold.
| Nr | Hold                   | K  | V  | U | T  | Mf |   | Mi | +/- | P                                                    |
| -- | ---------------------- | -- | -- | - | -- | -- | - | -- | --- | ---------------------------------------------------- |
| 1  | Celtic FC              | 18 | 14 | 1 | 3  | 54 | – | 25 | +29 | 29                                                   |
| 2  | Rangers FC             | 18 | 12 | 4 | 2  | 41 | – | 27 | +14 | 28                                                   |
| 3  | St. Mirren FC          | 18 | 9  | 2 | 7  | 40 | – | 39 | +1  | 20                                                   |
| 4  | Third Lanark RV        | 18 | 9  | 1 | 8  | 53 | – | 39 | +14 | 19                                                   |
| 5  | Heart of Midlothian FC | 18 | 8  | 2 | 8  | 39 | – | 42 | −3  | 18                                                   |
| 6  | Leith Athletic FC      | 18 | 8  | 1 | 9  | 36 | – | 31 | +5  | 17                                                   |
| 6  | Dumbarton FC (M)       | 18 | 8  | 1 | 9  | 35 | – | 35 | 0   | 17                                                   |
| 8  | Renton FC              | 18 | 5  | 5 | 8  | 31 | – | 44 | −13 | 15Genvalgt til Scottish Football League 1893-94      |
| 9  | Abercorn FC            | 18 | 5  | 1 | 12 | 35 | – | 52 | −17 | 11Ikke genvalgt til Scottish Football League 1893-94 |
| 10 | Clyde F.C.             | 18 | 2  | 2 | 14 | 25 | – | 55 | −30 | 6Ikke genvalgt til Scottish Football League 1893-94  |

 K: Kampe spillet, V: Vundne kampe, U: Uafgjorte kampe, T: Tabte kampe, Mf: Mål for, Mi: Mål imod, +/-: Måldifference, P: Point

 
De tre lavest placerede hold stillede alle op til genvalg. Derudover havde otte hold søgt om optagelse af ligaen. En afstemning afgjorde, at Renton blev genvalgt til ligaen, sammen med de to nye klubber Dundee og St. Bernard's. Syv af de øvrige otte hold, Abercorn, Clyde, Cowlairs, Hibernian, Morton, Port Glasgow Athletic og Thistle, blev i stedet optaget i den nydannede Second Division sammen med Motherwell, Northern og Partick Thistle.